# Білий острів (Санкт-Петербург)
Білий острів (рос. Белый остров) — невеликий штучний острів у дельті річки Неви (на її лівій стороні). Площа острова становить 55 гектарів (1×0,6 км).

## Історія
До середини XX століття на цьому місці знаходилася Біла мілина (назва, ймовірно, від білого піску). Потім було вирішено намити нову ділянку для створення повноцінного острова. У 1966 році на Білому острові почалося будівництво очисних споруд. У зв'язку з цим були виконані роботи з намиву і будівництва берегоукріплень острова, після чого його розміри збільшилися з 16 га до 55 га.

## Географія
Білий острів з'єднується мостом з Канонерським островом, який розташований на південний схід від Білого.
Сьогодні на Білому острові знаходиться Центральна станція аерації (перша черга станції запущена у 1978 році).